# 李清 (1920年)
李清（1920年—2014年3月24日），原名陈宝琦，天津宁河县人，中华人民共和国交通部部长。
1937年，李清参加抗日战争，并先后在陕西延安抗日军政大学等学习，随后担任马列研究院教育科长等职。1944年，跟随359旅南下，并任南下支队政治部秘书。第二次国共内战期间，留在新四军第五师，负伤后返回延安，此后跟随解放军南下，担任中共长沙市委秘书长等职。中华人民共和国成立后，他调入中华人民共和国交通部工作。1979年，升任交通部副部长。1982年，任交通部部长。2014年3月24日去世。